# Adin
 (juillet 2014).
Si vous disposez d'ouvrages ou d'articles de référence ou si vous connaissez des sites web de qualité traitant du thème abordé ici, merci de compléter l'article en donnant les références utiles à sa vérifiabilité et en les liant à la section « Notes et références ».
Adin est une census-designated place du comté de Modoc, dans l’État de Californie, aux États-Unis. Elle fut fondée en 1869 par Adin McDowell, d’où son nom. En 2010, elle compte 272 habitants.

## Population
Adin n'étant pas une ville incorporée, le Bureau du recensement des États-Unis ne dénombre pas ses habitants. On peut néanmoins obtenir des informations démographiques correspondant à son code postal. Dans la zone ainsi définie, on dénombre 599 habitants, 257 ménages et 178 familles en 2000. Le revenu médian par tête est de 20 642 $ et celui par ménage de 32 250 $.

## Démographie
| 2000 | 2010 | - | - |
| ---- | ---- | - | - |
| 209  | 272  | - | - |